# Ngawang Lobsang Tenpey Gyaltsen
 (octobre 2018).
Si vous disposez d'ouvrages ou d'articles de référence ou si vous connaissez des sites web de qualité traitant du thème abordé ici, merci de compléter l'article en donnant les références utiles à sa vérifiabilité et en les liant à la section « Notes et références ».
Ngawang Lobsang Tenpey Gyaltsen (tibétain : ངག་དབང་བློ་བཟང་བསྟན་པའི་རྒྱལ་མཚན, Wylie : ngag dbang blo bzang bstan pa’i rgyal mtshan ; chinois simplifié : 策墨林·阿旺罗桑丹贝坚赞 ; pinyin : cèmòlín āwàng luósāng dānbèi jiānzàn), né en 1864 et décédé en 1919 ou 1920 est le 3e Tsemonling Rinpoché (chinois simplifié : 策默林呼图克图 ; pinyin : cèmòlín hūtúkètú), de la tradition gelugpa du bouddhisme tibétain, et le régent du Tibet de 1904 à 1909.
Il est le 3e Tulkou du Tsémön Ling (ou monastère de Tsémön), à Lhassa.